# 国民革命军第一一一军
国民革命军第一一一军，是傅作义系部队。

## 历史
1949年1月，傅作义将驻绥远部队编成第一一一军。 1949年7月增编第310师、第319师。1949年9月19日，绥远省政府主席、西北军政长官公署副长官董其武率绥远省党政军各界领导人与各族代表共39人联合署名通电起义，接受人民解放军的和平改编。